# Andrena magnipunctata
Andrena magnipunctata là một loài Hymenoptera trong họ Andrenidae. Loài này được Kim & Kim mô tả khoa học năm 1989.